# Plectris setifera
Plectris setifera är en skalbaggsart som beskrevs av Hermann Burmeister 1855. Plectris setifera ingår i släktet Plectris och familjen Melolonthidae. Inga underarter finns listade i Catalogue of Life.